# Roi Mata
Roy Mata (také Roi Mata) byl ve 13. století mocný náčelník v Melanésii (Oceánie) na ostrově Efate, v oblasti, která se později nazývala Nové Hebridy a dnes Vanuatu. Jeho hrob s kostrami více než 25 členů jeho družiny objevil roku 1967 francouzský archeolog José Garranger a roku 2008 byla oblast zapsána na Seznam světového dědictví UNESCO.

## Pověsti
Garranger hrob objevil na základě studia místního folklóru a pověstí. Podle nich se Roy Mata pokusil sjednotit různé kmeny a vládl jim v míru. Roku 1265 jej však otrávil vlastní bratr na ostrůvku Lelepa a obyvatelé nechtěli, aby byl pohřben na domácí půdě, protože se báli jeho ducha. 

## Fotogalerie

Mapa lokality kulturního dědictví UNESCO
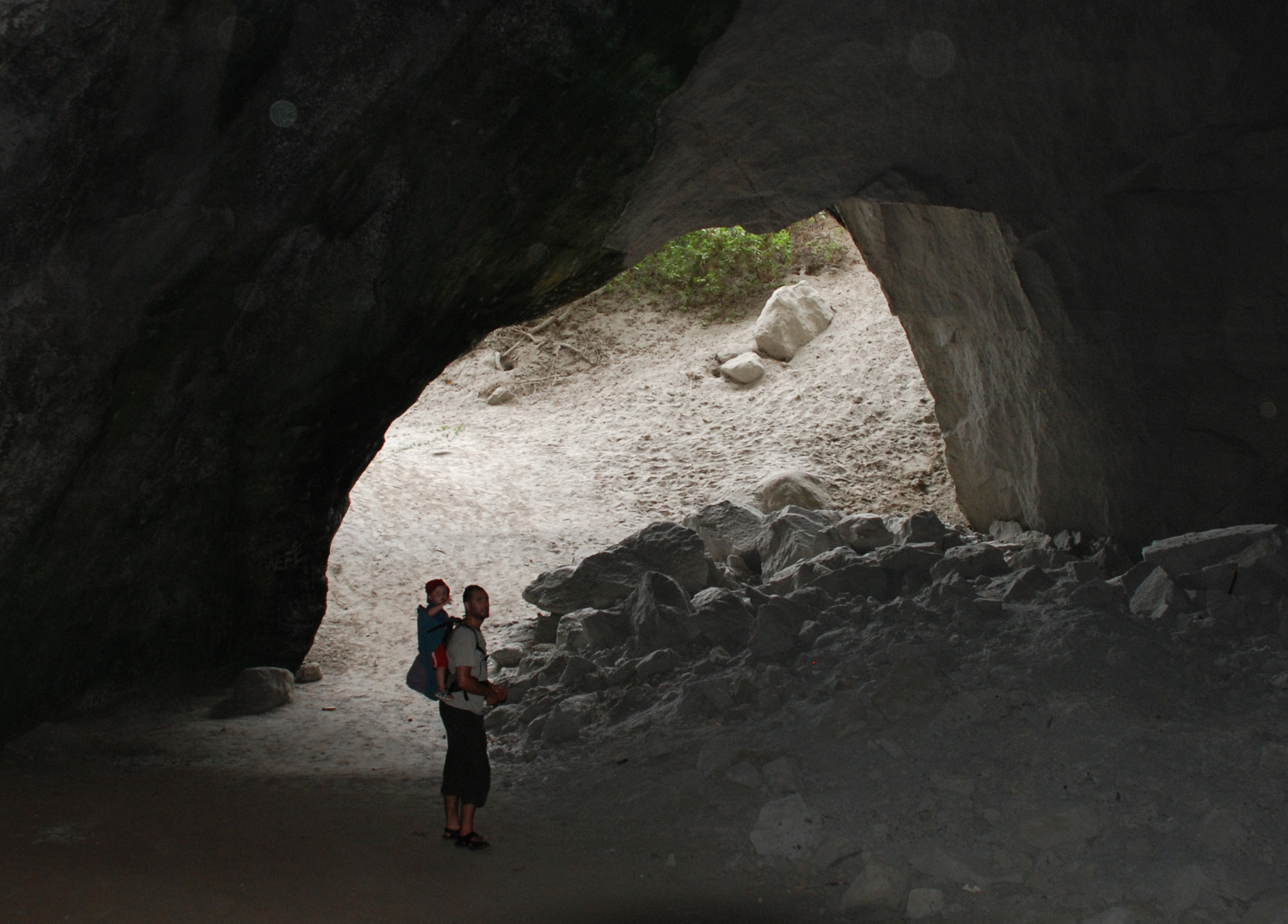
Jeskyně na ostrově Lelepa
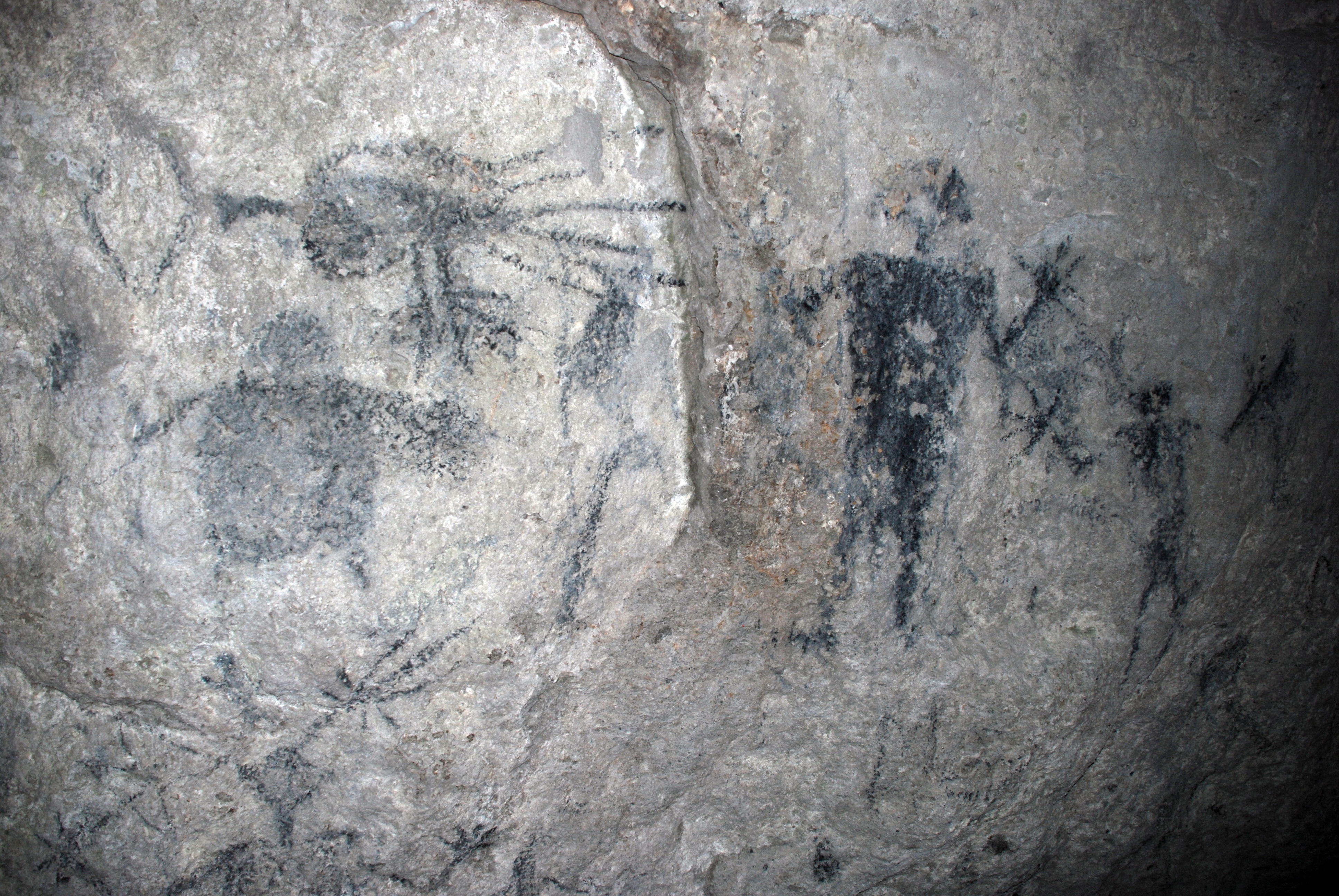
Nástěnná výzdoba zdejších jeskyní